# Hideous
Hideous es un licor con sabor cítrico y de frutas rojas fabricado por Hideous, L.C., una compañía estadounidense.
Tiene 70° (35% de alcohol por volumen), color magenta y un sabor suave y dulce. La compañía lo promociona para ser consumido como chupito, así como en mezclas, apareciendo en varias recetas. Ha sido comparado en sabor al cóctel llamado Cosmopolitan.
El licor se hace a partir de alcohol rectificado de patata y maíz, con aromas naturales añadidos procedentes de fruta roja cultivada en el estado de Washington (incluyendo frambuesas y otras) y cítricos. El alcohol base se producido por Distilled Resources Inc. en Rigby (Idaho), siendo Hideous uno de los cuatro fabricantes de licor que elabora su propio alcohol neutro.
El fundador y propietario de Hideous, L.C. es Michael E. Klein, oriundo de Nueva Orleans (Luisiana). Desarrolló la marca cuando era estudiante en la Universidad de Texas en Austin. La compañía tiene su sede en Nueva Orleans, pero la mayoría del negocio se gestiona desde su oficina de Austin (Texas). El licor está disponible en los estados de Georgia, Tenesi, Luisiana, Texas, Idaho, Montana, Washington, Wyoming y Oregon.